# 235990 Laennec
235990 Laennec este o planetă minoră (asteroid) din centura de asteroizi. A fost descoperită pe 16 martie 2005 la Saint-Sulpice de Bernard Christophe⁠(d). 
Obiectul prezintă o orbită caracterizată de o semiaxă mare de 3,1041727817085 UAi, o excentricitate de 0,21, o înclinație de 15,7 ° în raport cu ecliptica.